# Tetrastichus euplectrae
Tetrastichus euplectrae är en stekelart som beskrevs av Jean Risbec 1951. Tetrastichus euplectrae ingår i släktet Tetrastichus och familjen finglanssteklar. Inga underarter finns listade i Catalogue of Life.